# Український (Успенський район)
Український — хутір в Успенському районі Краснодарського краю. 
Входить до складу Успенського сільського поселення.
Населення — 466 чол. (2010).
Хутір розташований за 3 км на південний захід від села Успенське на річці Бечуг (ліва притока Кубані).